# オクトパス (映画)
『オクトパス』（原題：Octopus）は、2000年のアメリカ合衆国のパニック映画。

## キャスト
| 役名                 | 俳優                     | 日本語吹き替え | 日本語吹き替え |
| 役名                 | 俳優                     | ソフト版       | テレビ朝日版   |
| -------------------- | ------------------------ | -------------- | -------------- |
| ロイ・ターナー       | ジェイ・ハリントン       | 宮本充         | 藤原啓治       |
| ジャック・ショウ船長 | デヴィッド・ビークロフト | 森田順平       | 山路和弘       |
| リサ・フィンチ博士   | キャロリン・ロウリー     | 湯屋敦子       | 小山茉美       |
| キャスパー           | ラヴィル・イシヤノフ     | 立木文彦       | チョー         |
| ブリックマン         | リッコ・ロス             | 志村知幸       | 大塚芳忠       |
| ヘンリー・キャンベル | ジェフ・ナトール         |                | 三木敏彦       |
| サルヴァント         | ジョージ・スタンチェフ   | 村治学         |                |
| テイラー             | マーティン・マクドウガル |                |                |

- ソフト版吹き替え - VHS・DVD収録

その他吹き替え - 吉見一豊、藤本譲、松本大、山野井仁、佐々木健、桜澤凛、杉本ゆう、羽多野渉、高橋大介、西墻由香
- テレビ朝日版吹き替え - 初回放送2002年9月8日『日曜洋画劇場』

その他吹き替え - 俵木藤汰、加藤木賢志、松永英晃、坂元貞美、ボンバー森尾、立木文彦、藤本譲、西前忠久、丸山真奈実、佐藤ユリ、佐々木睦、桝谷裕、彩木香里、斉藤次郎